# Sabine Trinkaus

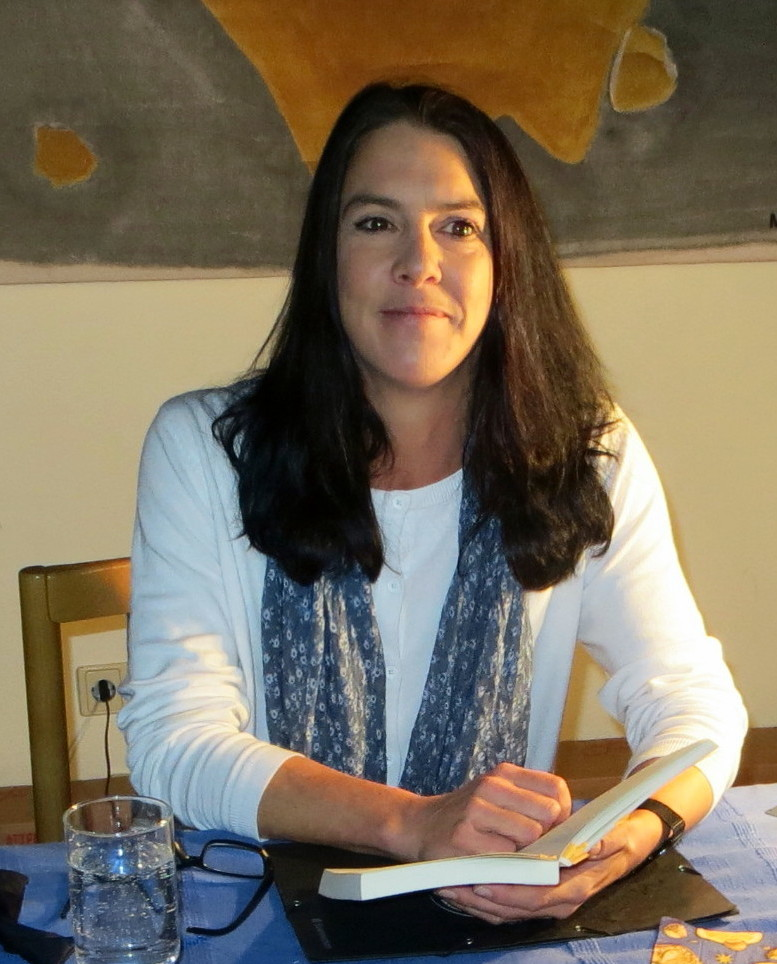
Sabine Trinkaus (2015)

Sabine Trinkaus (* 24. Mai 1969 in Gießen) ist eine deutsche Schriftstellerin.

## Leben
Trinkaus wuchs in Glückstadt an der Elbe (Schleswig-Holstein) auf, studierte in Bonn Bibliothekswesen und verbrachte nach dem Abschluss einige Zeit in den USA und Frankreich. Seit ihrer Rückkehr 1997 lebt und arbeitet sie als freie Schriftstellerin in Alfter bei Bonn.

„Seit 2007 lebt sie ihre kriminellen Energien schriftlich in kurzer und langer Form aus.“

Nach zahlreichen Kurzgeschichtenveröffentlichungen debütierte sie als Krimiautorin 2012 mit dem Roman Die Schnapsleiche.
Sabine Trinkaus ist Mitglied im Syndikat (Vereinigung deutschsprachiger Kriminalschriftsteller).

## Auszeichnungen
- 2007 Sonderpreis beim Wettbewerb um den Agatha-Christie-Krimipreis
- 2008 1. Platz Internationaler Kurzgeschichtenwettbewerb der Stadt Mannheim
- 2008 1. Platz Pfungstädter Krimiwettbewerb Mord und Blutwurst (mit Gruppe Schreibrausch)
- 2009 1. Platz Krimiwettbewerb Tödliche Wasser Krimifest Heidelberg (mit Gruppe Schreibrausch)
- 2010 1. Platz Agatha-Christie-Krimipreis für ihre Story Am Tatort
- 2013 nominiert für den Friedrich-Glauser-Preis in der Kategorie Kurzkrimi[3]

## Werke
- MutterSeelenAllein. Emons-Verlag, Köln, 2019, ISBN 978-3-7408-0530-2.
- Halbpension mit Leiche – Theaterstück. (1)  Deutscher Theater Verlag, Weinheim, 2019.
- Seelenfeindin. Emons-Verlag, Köln 2017, ISBN 978-3-7408-0083-3.
- Acht Leichen zum Dessert. (1) KBV, Hillesheim 2016, ISBN 978-3-95441-321-8.
- Schnapspralinen. Emons-Verlag, Köln 2015, ISBN 978-3-95451-487-8.
- Der Zorn der Kommissarin. Emons-Verlag, Köln 2014, ISBN 978-3-95451-308-6.
- 8. (1) KBV, Hillesheim 2013, ISBN 978-3-942446-91-4.
- Schnapsdrosseln. Emons-Verlag, Köln 2013, ISBN 978-3-95451-120-4.
- Schnapsleiche. Gmeiner-Verlag, Meßkirch 2012, ISBN 978-3-8392-1228-8.

## Theaterstücke
- Halbpension mit Leiche – Theaterstück. (1)  Deutscher Theater Verlag, Weinheim, 2019.
- Es fährt ein Chor nach Nirgendwo – Theaterstück. (1)  Deutscher Theater Verlag, Weinheim, 2023.

## Beiträge in Anthologien
- Die Stimme aus dem Jenseits. In: Zimmer mit Mord – kriminelle Hotelgeschichten. Hrsg. von Andreas Izquierdo, Paul Schaffrath. cmz: Rheinbach, 2020.
- Die Weihnachtsüberraschung. In: Lametta, Lichter, Leichenschmaus. Hrsg. von Frederike Labahn. Knaur: München 2019.
- Die Sünden der Väter. In: Mordsmäßig  Münchnerisch 2. Hrsg. von Ingrid Werner. Hirschkäfer: München, 2019.
- Der Hauptgewinn. In: Mord im Dreiländereck. Hrsg. von Peter Gerdes. Emons: Köln, 2019.
- Bescherung bei Mutti. In: Makronen, Mistel, Meuchelmord. Hrsg. von Greta Frank. Knaur: München, 2018.
- Das letzte Scheeks. In: Die Stadt, das Salz und der Tod. Hrsg. von Peter Godazgar.  Grafit: Dortmund,  2018.
- Bonsai-Brüder oder: Make Ostwestfalen great again. In: Blumenpracht und Mordidyll. Hrsg. von Jürgen Reitemeier. Topp+Möller: Detmold, 2017.
- Tamara Superstar. In: Killing you softly. Hrsg. von Peter Godazgar. KBV: Hillesheim, 2017.
- Frühschwimmen. In: SOKO Marburg-Biedenkopf. Kriminelle Kurzgeschichten zwischen Lahn und Ohm. Hrsg. von Christina Bacher. KBV: Hillesheim 2016.
- My Gin-Fizz-Spiration. In: Cocktail-Leichen. Hrsg. von Thomas Kastura. KBV: Hillesheim 2016.
- Erlösung. In: Literarischer Krimikalender 2015. Ars vivendi: Cadolzburg 2015.
- Pilatesurlaub. In: Sport ist Mord. Hrsg. von Petra Steps. KBV: Hillesheim 2015.
- Das Fröndenberger Kettenschmiedemassaker. In: Mord am Hellweg VII. Hrsg. von H.P. Karr, Herbert Knorr, Sigrun Krauß. Grafit: Dortmund 2015.
- Das Malheur. In: Teresa Pütz (Hrsg.): Stollen, Schnee und Sensenmann: 24 Weihnachtskrimis von Flensburg bis zum Wörthersee. Knaur, München 2014, ISBN 978-3-426-51609-6.
- Das Fröndenberger Kettenschmiedemassaker. In: Sexy.Hölle.Hellweg – Mord am Hellweg VII. Grafit, Dortmund 2015, ISBN 978-3-89425-448-3.
- Die Biolüge. In: Elke Pistor (Hrsg.): Tod und Tofu: biologisch-ökologische Kurzkrimis. KBV, Hillesheim 2014, ISBN 978-3-95441-184-9.
- Ratten. In: Literarischer Krimikalender 2015. Ars Vivendi, Cadolzburg 2014, ISBN 978-3-86913-369-0.
- Irmchen und das Übel. In: Angela Eßer (Hrsg.): Nicht nur der Hund begraben … Die Anthologie zur Criminale Nürnberg-Fürth. Ars Vivendi, Cadolzburg 2014, ISBN 978-3-86913-415-4.
- Bombenstimmung zum Fest der Liebe. In: Johannes Engelke (Hrsg.): Süßer die Schreie nie klingen. Knaur, München 2013, ISBN 978-3-426-51443-6, S. 204–219.
- Der Bunnahabhain und das Biest. In: Thomas Kastura (Hrsg.): Scotch as Scotch can. KBV, Hillesheim 2013, ISBN 978-3-942446-89-1.
- Verständnis. In: Literarischer Kriminalender 2014. Ars Vivendi, 2013, ISBN 978-3-86913-222-8.
- Puppenspiel. Mechthild Zimmermann, Antje Fries (Hrsg.): In: Die Letzte macht das Licht aus. ViaTerra, 2013, ISBN 978-3-941970-09-0.
- Zwei Gänse. In: Johannes Engelke (Hrsg.): Glöckchen, Gift und Gänsebraten. Droemer Knaur, 2012, ISBN 978-3-426-51277-7.
- My Valentine. In: Literarischer Krimikalender 2013. Ars Vivendi, Cadolzburg 2013, ISBN 978-3-86913-131-3.
- Eine Frage der Hygiene. In: Ina Coelen, Ingrid Schmitz (Hrsg.): Waschen, föhnen, umlegen. Leporello, 2012, ISBN 978-3-936783-49-0, S. 193–202.
- Agnus Dei. (Glückstadt) In: Günther Butkus, Jobst Schlennstedt (Hrsg.): Schöner Morden im Norden. Pendragon, 2012, ISBN 978-3-86532-308-8, S. 60–68.
- Jauchzet, Frohlocket! In: Michelle Stöger (Hrsg.): Maria, Mord und Mandelplätzchen. Droemer Knaur, 2011, ISBN 978-3-426-51013-1.
- Maria, Maria. In: Literarischer Krimikalender 2012. Ars Vivendi, 2011, ISBN 978-3-86913-088-0.
- Familienbande. und Elefantenhaut. In: Regina Schleheck, Mechthild Zimmermann (Hrsg.): Mordsmütter. ViaTerra, 2011, ISBN 978-3-941970-06-9.
- Am Tatort. In: Cordelia Borchardt, Andreas Hoh (Hrsg.): Wo das Verbrechen zu Hause ist. Fischer, 2010, ISBN 978-3-596-18593-1.
- Zottelchen. In: Ina Coelen, Arnold Küsters (Hrsg.): Ausgefressen: tierische Kriminalgeschichten. Leporello, 2010, ISBN 978-3-936783-37-7.
- Die Reinkarnation der Frau Bredeberg. In: Christian Bartel, Anselm Neft (Hrsg.): Götter, Gurus und Gestörte. Satyr, 2009, ISBN 978-3-938625-48-4.
- Weihnachten mit Anna. In: Cordelia Borchardt, Katharina Rieger (Hrsg.): Im Kreis der Familie. Fischer, 2008, ISBN 978-3-596-18036-3.
- Günders Grenzen. In: Klaus Servene, Sudabeh Mohafez, Dimitré Dinev (Hrsg.): grenzen.überschreiten. ein europa-lesebuch. Andiamo, 2008, ISBN 978-3-936625-11-0, S. 61–66.
- Vermasselt. In: Peter Zender, Johannes Kolz (Hrsg.): ... die Spur führt an die Mosel. Addita, 2007, ISBN 978-3-939481-06-5.
- Kieselaugen. In: Ulrike Zeitlinger, Cordelia Borchardt (Hrsg.): In aller Freundschaft. Fischer, 2007, ISBN 978-3-596-17688-7.